# 1574
Portal Geschichte | Portal Biografien | Aktuelle Ereignisse | Jahreskalender | Tagesartikel

◄ |
15. Jahrhundert |
16. Jahrhundert
| 17. Jahrhundert | ►

◄ |
1540er |
1550er |
1560er |
1570er
| 1580er | 1590er | 1600er | ►

◄◄ |
◄ |
1570 |
1571 |
1572 |
1573 |
1574
| 1575 | 1576 | 1577 | 1578 | ► | ►►
Staatsoberhäupter  · Nekrolog   · Musikjahr
| Januar | Januar | Januar | Januar | Januar | Januar | Januar | Januar |
| Kw     | Mo     | Di     | Mi     | Do     | Fr     | Sa     | So     |
| ------ | ------ | ------ | ------ | ------ | ------ | ------ | ------ |
| 53     |        |        |        |        | 1      | 2      | 3      |
| 1      | 4      | 5      | 6      | 7      | 8      | 9      | 10     |
| 2      | 11     | 12     | 13     | 14     | 15     | 16     | 17     |
| 3      | 18     | 19     | 20     | 21     | 22     | 23     | 24     |
| 4      | 25     | 26     | 27     | 28     | 29     | 30     | 31     |

| Februar | Februar | Februar | Februar | Februar | Februar | Februar | Februar |
| Kw      | Mo      | Di      | Mi      | Do      | Fr      | Sa      | So      |
| ------- | ------- | ------- | ------- | ------- | ------- | ------- | ------- |
| 5       | 1       | 2       | 3       | 4       | 5       | 6       | 7       |
| 6       | 8       | 9       | 10      | 11      | 12      | 13      | 14      |
| 7       | 15      | 16      | 17      | 18      | 19      | 20      | 21      |
| 8       | 22      | 23      | 24      | 25      | 26      | 27      | 28      |

| März | März | März | März | März | März | März | März |
| Kw   | Mo   | Di   | Mi   | Do   | Fr   | Sa   | So   |
| ---- | ---- | ---- | ---- | ---- | ---- | ---- | ---- |
| 9    | 1    | 2    | 3    | 4    | 5    | 6    | 7    |
| 10   | 8    | 9    | 10   | 11   | 12   | 13   | 14   |
| 11   | 15   | 16   | 17   | 18   | 19   | 20   | 21   |
| 12   | 22   | 23   | 24   | 25   | 26   | 27   | 28   |
| 13   | 29   | 30   | 31   |      |      |      |      |

| April | April | April | April | April | April | April | April |
| Kw    | Mo    | Di    | Mi    | Do    | Fr    | Sa    | So    |
| ----- | ----- | ----- | ----- | ----- | ----- | ----- | ----- |
| 13    |       |       |       | 1     | 2     | 3     | 4     |
| 14    | 5     | 6     | 7     | 8     | 9     | 10    | 11    |
| 15    | 12    | 13    | 14    | 15    | 16    | 17    | 18    |
| 16    | 19    | 20    | 21    | 22    | 23    | 24    | 25    |
| 17    | 26    | 27    | 28    | 29    | 30    |       |       |

| Mai | Mai | Mai | Mai | Mai | Mai | Mai | Mai |
| Kw  | Mo  | Di  | Mi  | Do  | Fr  | Sa  | So  |
| --- | --- | --- | --- | --- | --- | --- | --- |
| 17  |     |     |     |     |     | 1   | 2   |
| 18  | 3   | 4   | 5   | 6   | 7   | 8   | 9   |
| 19  | 10  | 11  | 12  | 13  | 14  | 15  | 16  |
| 20  | 17  | 18  | 19  | 20  | 21  | 22  | 23  |
| 21  | 24  | 25  | 26  | 27  | 28  | 29  | 30  |
| 22  | 31  |     |     |     |     |     |     |

| Juni | Juni | Juni | Juni | Juni | Juni | Juni | Juni |
| Kw   | Mo   | Di   | Mi   | Do   | Fr   | Sa   | So   |
| ---- | ---- | ---- | ---- | ---- | ---- | ---- | ---- |
| 22   |      | 1    | 2    | 3    | 4    | 5    | 6    |
| 23   | 7    | 8    | 9    | 10   | 11   | 12   | 13   |
| 24   | 14   | 15   | 16   | 17   | 18   | 19   | 20   |
| 25   | 21   | 22   | 23   | 24   | 25   | 26   | 27   |
| 26   | 28   | 29   | 30   |      |      |      |      |

| Juli | Juli | Juli | Juli | Juli | Juli | Juli | Juli |
| Kw   | Mo   | Di   | Mi   | Do   | Fr   | Sa   | So   |
| ---- | ---- | ---- | ---- | ---- | ---- | ---- | ---- |
| 26   |      |      |      | 1    | 2    | 3    | 4    |
| 27   | 5    | 6    | 7    | 8    | 9    | 10   | 11   |
| 28   | 12   | 13   | 14   | 15   | 16   | 17   | 18   |
| 29   | 19   | 20   | 21   | 22   | 23   | 24   | 25   |
| 30   | 26   | 27   | 28   | 29   | 30   | 31   |      |

| August | August | August | August | August | August | August | August |
| Kw     | Mo     | Di     | Mi     | Do     | Fr     | Sa     | So     |
| ------ | ------ | ------ | ------ | ------ | ------ | ------ | ------ |
| 30     |        |        |        |        |        |        | 1      |
| 31     | 2      | 3      | 4      | 5      | 6      | 7      | 8      |
| 32     | 9      | 10     | 11     | 12     | 13     | 14     | 15     |
| 33     | 16     | 17     | 18     | 19     | 20     | 21     | 22     |
| 34     | 23     | 24     | 25     | 26     | 27     | 28     | 29     |
| 35     | 30     | 31     |        |        |        |        |        |

| September | September | September | September | September | September | September | September |
| Kw        | Mo        | Di        | Mi        | Do        | Fr        | Sa        | So        |
| --------- | --------- | --------- | --------- | --------- | --------- | --------- | --------- |
| 35        |           |           | 1         | 2         | 3         | 4         | 5         |
| 36        | 6         | 7         | 8         | 9         | 10        | 11        | 12        |
| 37        | 13        | 14        | 15        | 16        | 17        | 18        | 19        |
| 38        | 20        | 21        | 22        | 23        | 24        | 25        | 26        |
| 39        | 27        | 28        | 29        | 30        |           |           |           |

| Oktober | Oktober | Oktober | Oktober | Oktober | Oktober | Oktober | Oktober |
| Kw      | Mo      | Di      | Mi      | Do      | Fr      | Sa      | So      |
| ------- | ------- | ------- | ------- | ------- | ------- | ------- | ------- |
| 39      |         |         |         |         | 1       | 2       | 3       |
| 40      | 4       | 5       | 6       | 7       | 8       | 9       | 10      |
| 41      | 11      | 12      | 13      | 14      | 15      | 16      | 17      |
| 42      | 18      | 19      | 20      | 21      | 22      | 23      | 24      |
| 43      | 25      | 26      | 27      | 28      | 29      | 30      | 31      |

| November | November | November | November | November | November | November | November |
| Kw       | Mo       | Di       | Mi       | Do       | Fr       | Sa       | So       |
| -------- | -------- | -------- | -------- | -------- | -------- | -------- | -------- |
| 44       | 1        | 2        | 3        | 4        | 5        | 6        | 7        |
| 45       | 8        | 9        | 10       | 11       | 12       | 13       | 14       |
| 46       | 15       | 16       | 17       | 18       | 19       | 20       | 21       |
| 47       | 22       | 23       | 24       | 25       | 26       | 27       | 28       |
| 48       | 29       | 30       |          |          |          |          |          |

| Dezember | Dezember | Dezember | Dezember | Dezember | Dezember | Dezember | Dezember |
| Kw       | Mo       | Di       | Mi       | Do       | Fr       | Sa       | So       |
| -------- | -------- | -------- | -------- | -------- | -------- | -------- | -------- |
| 48       |          |          | 1        | 2        | 3        | 4        | 5        |
| 49       | 6        | 7        | 8        | 9        | 10       | 11       | 12       |
| 50       | 13       | 14       | 15       | 16       | 17       | 18       | 19       |
| 51       | 20       | 21       | 22       | 23       | 24       | 25       | 26       |
| 52       | 27       | 28       | 29       | 30       | 31       |          |          |

| Januar | Januar | Januar | Januar | Januar | Januar | Januar | Januar |
| Kw     | Mo     | Di     | Mi     | Do     | Fr     | Sa     | So     |
| ------ | ------ | ------ | ------ | ------ | ------ | ------ | ------ |
| 53     |        |        |        |        | 1      | 2      | 3      |
| 1      | 4      | 5      | 6      | 7      | 8      | 9      | 10     |
| 2      | 11     | 12     | 13     | 14     | 15     | 16     | 17     |
| 3      | 18     | 19     | 20     | 21     | 22     | 23     | 24     |
| 4      | 25     | 26     | 27     | 28     | 29     | 30     | 31     |

| Februar | Februar | Februar | Februar | Februar | Februar | Februar | Februar |
| Kw      | Mo      | Di      | Mi      | Do      | Fr      | Sa      | So      |
| ------- | ------- | ------- | ------- | ------- | ------- | ------- | ------- |
| 5       | 1       | 2       | 3       | 4       | 5       | 6       | 7       |
| 6       | 8       | 9       | 10      | 11      | 12      | 13      | 14      |
| 7       | 15      | 16      | 17      | 18      | 19      | 20      | 21      |
| 8       | 22      | 23      | 24      | 25      | 26      | 27      | 28      |

| März | März | März | März | März | März | März | März |
| Kw   | Mo   | Di   | Mi   | Do   | Fr   | Sa   | So   |
| ---- | ---- | ---- | ---- | ---- | ---- | ---- | ---- |
| 9    | 1    | 2    | 3    | 4    | 5    | 6    | 7    |
| 10   | 8    | 9    | 10   | 11   | 12   | 13   | 14   |
| 11   | 15   | 16   | 17   | 18   | 19   | 20   | 21   |
| 12   | 22   | 23   | 24   | 25   | 26   | 27   | 28   |
| 13   | 29   | 30   | 31   |      |      |      |      |

| April | April | April | April | April | April | April | April |
| Kw    | Mo    | Di    | Mi    | Do    | Fr    | Sa    | So    |
| ----- | ----- | ----- | ----- | ----- | ----- | ----- | ----- |
| 13    |       |       |       | 1     | 2     | 3     | 4     |
| 14    | 5     | 6     | 7     | 8     | 9     | 10    | 11    |
| 15    | 12    | 13    | 14    | 15    | 16    | 17    | 18    |
| 16    | 19    | 20    | 21    | 22    | 23    | 24    | 25    |
| 17    | 26    | 27    | 28    | 29    | 30    |       |       |

| Mai | Mai | Mai | Mai | Mai | Mai | Mai | Mai |
| Kw  | Mo  | Di  | Mi  | Do  | Fr  | Sa  | So  |
| --- | --- | --- | --- | --- | --- | --- | --- |
| 17  |     |     |     |     |     | 1   | 2   |
| 18  | 3   | 4   | 5   | 6   | 7   | 8   | 9   |
| 19  | 10  | 11  | 12  | 13  | 14  | 15  | 16  |
| 20  | 17  | 18  | 19  | 20  | 21  | 22  | 23  |
| 21  | 24  | 25  | 26  | 27  | 28  | 29  | 30  |
| 22  | 31  |     |     |     |     |     |     |

| Juni | Juni | Juni | Juni | Juni | Juni | Juni | Juni |
| Kw   | Mo   | Di   | Mi   | Do   | Fr   | Sa   | So   |
| ---- | ---- | ---- | ---- | ---- | ---- | ---- | ---- |
| 22   |      | 1    | 2    | 3    | 4    | 5    | 6    |
| 23   | 7    | 8    | 9    | 10   | 11   | 12   | 13   |
| 24   | 14   | 15   | 16   | 17   | 18   | 19   | 20   |
| 25   | 21   | 22   | 23   | 24   | 25   | 26   | 27   |
| 26   | 28   | 29   | 30   |      |      |      |      |

| Juli | Juli | Juli | Juli | Juli | Juli | Juli | Juli |
| Kw   | Mo   | Di   | Mi   | Do   | Fr   | Sa   | So   |
| ---- | ---- | ---- | ---- | ---- | ---- | ---- | ---- |
| 26   |      |      |      | 1    | 2    | 3    | 4    |
| 27   | 5    | 6    | 7    | 8    | 9    | 10   | 11   |
| 28   | 12   | 13   | 14   | 15   | 16   | 17   | 18   |
| 29   | 19   | 20   | 21   | 22   | 23   | 24   | 25   |
| 30   | 26   | 27   | 28   | 29   | 30   | 31   |      |

| August | August | August | August | August | August | August | August |
| Kw     | Mo     | Di     | Mi     | Do     | Fr     | Sa     | So     |
| ------ | ------ | ------ | ------ | ------ | ------ | ------ | ------ |
| 30     |        |        |        |        |        |        | 1      |
| 31     | 2      | 3      | 4      | 5      | 6      | 7      | 8      |
| 32     | 9      | 10     | 11     | 12     | 13     | 14     | 15     |
| 33     | 16     | 17     | 18     | 19     | 20     | 21     | 22     |
| 34     | 23     | 24     | 25     | 26     | 27     | 28     | 29     |
| 35     | 30     | 31     |        |        |        |        |        |

| September | September | September | September | September | September | September | September |
| Kw        | Mo        | Di        | Mi        | Do        | Fr        | Sa        | So        |
| --------- | --------- | --------- | --------- | --------- | --------- | --------- | --------- |
| 35        |           |           | 1         | 2         | 3         | 4         | 5         |
| 36        | 6         | 7         | 8         | 9         | 10        | 11        | 12        |
| 37        | 13        | 14        | 15        | 16        | 17        | 18        | 19        |
| 38        | 20        | 21        | 22        | 23        | 24        | 25        | 26        |
| 39        | 27        | 28        | 29        | 30        |           |           |           |

| Oktober | Oktober | Oktober | Oktober | Oktober | Oktober | Oktober | Oktober |
| Kw      | Mo      | Di      | Mi      | Do      | Fr      | Sa      | So      |
| ------- | ------- | ------- | ------- | ------- | ------- | ------- | ------- |
| 39      |         |         |         |         | 1       | 2       | 3       |
| 40      | 4       | 5       | 6       | 7       | 8       | 9       | 10      |
| 41      | 11      | 12      | 13      | 14      | 15      | 16      | 17      |
| 42      | 18      | 19      | 20      | 21      | 22      | 23      | 24      |
| 43      | 25      | 26      | 27      | 28      | 29      | 30      | 31      |

| November | November | November | November | November | November | November | November |
| Kw       | Mo       | Di       | Mi       | Do       | Fr       | Sa       | So       |
| -------- | -------- | -------- | -------- | -------- | -------- | -------- | -------- |
| 44       | 1        | 2        | 3        | 4        | 5        | 6        | 7        |
| 45       | 8        | 9        | 10       | 11       | 12       | 13       | 14       |
| 46       | 15       | 16       | 17       | 18       | 19       | 20       | 21       |
| 47       | 22       | 23       | 24       | 25       | 26       | 27       | 28       |
| 48       | 29       | 30       |          |          |          |          |          |

| Dezember | Dezember | Dezember | Dezember | Dezember | Dezember | Dezember | Dezember |
| Kw       | Mo       | Di       | Mi       | Do       | Fr       | Sa       | So       |
| -------- | -------- | -------- | -------- | -------- | -------- | -------- | -------- |
| 48       |          |          | 1        | 2        | 3        | 4        | 5        |
| 49       | 6        | 7        | 8        | 9        | 10       | 11       | 12       |
| 50       | 13       | 14       | 15       | 16       | 17       | 18       | 19       |
| 51       | 20       | 21       | 22       | 23       | 24       | 25       | 26       |
| 52       | 27       | 28       | 29       | 30       | 31       |          |          |

## Ereignisse

### Politik und Weltgeschehen

#### Niederlande

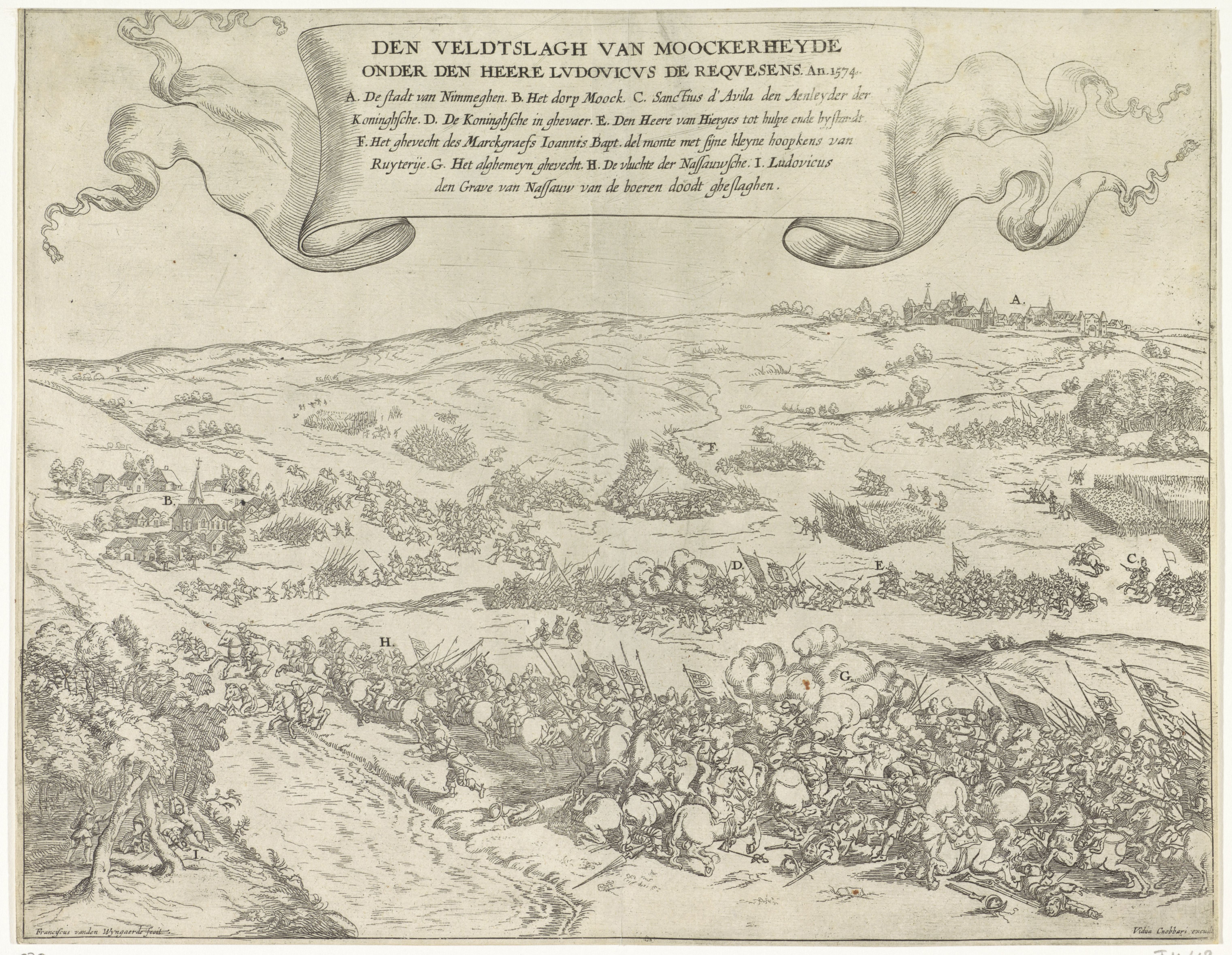
Schlacht auf der Mookerheide

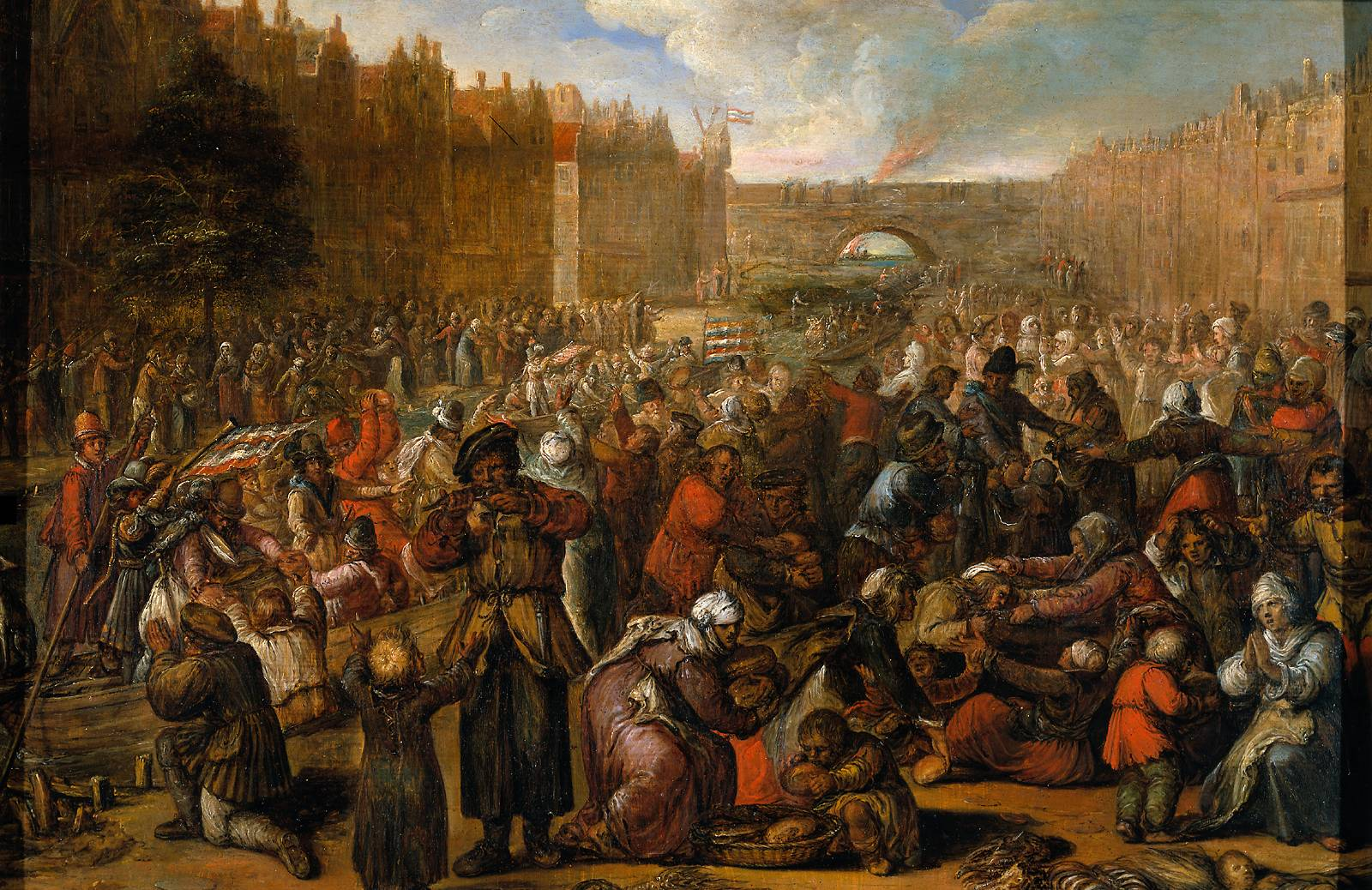
Hilfslieferung nach der Überschwemmung

Am 29. Januar gelingt den aufständischen Niederlanden im Achtzigjährigen Krieg die Eroberung der mit den Spaniern sympathisierenden Stadt Middelburg. Sie versuchen daraufhin, der von den spanischen Truppen unter Luis de Zúñiga y Requesens belagerten Stadt Leiden zu Hilfe zu kommen, erleiden aber am 14. April bei Mook en Middelaar eine schwere Niederlage in der Schlacht auf der Mooker Heide, bei der auch zwei Brüder Wilhelms von Oranien fallen. Die Belagerung Leidens wird fortgesetzt. Erst am 3. Oktober gelingt den Wassergeusen der Entsatz der Stadt, nachdem sie das Umland durch Brechen der Deiche geflutet haben.

#### Frankreich / Polen-Litauen
Der französische König Karl IX. stirbt am 30. Mai im Alter von 23 Jahren an der Schwindsucht. Ihm folgt sein Bruder Heinrich III. auf den Thron Frankreichs; er verzichtet dafür auf den Thron von Polen-Litauen, den er erst im Vorjahr bestiegen hat. In der polnischen Adelsrepublik bricht daraufhin eine Nachfolgediskussion aus.
- Der Fünfte Hugenottenkrieg beginnt und wird bis 1576 dauern.

#### Russland / Sibirien
- Die Stroganows erhalten vom russischen Zaren ein Privileg zur Errichtung von Stützpunkten in Sibirien.

#### Osmanisches Reich
- Das Osmanische Reich erobert mit Hilfe der Korsaren Tunis und die algerische Küste von den Hafsiden und Spanien zurück.
- Murad III. folgt Selim II. (genannt Mest „der Trunkene“) als Sultan des Osmanischen Reichs nach.

#### Indien
Das Dekkan-Sultanat Ahmadnagar unterwirft seinen Nachbarn Berar.

#### Philippinen
Der chinesische Pirat Lin Feng landet mit seinen Männern in Ilocos Sur im äußersten Nordwesten Luzóns auf den Philippinen. Als er in Kämpfe mit dem spanischen Konquistador Juán de Salcedo verwickelt wird, marschierte auf das heutige Manila zu und belagert die erst 1571 erbaute spanische Festung Fuerza de Santiago. Lin Feng erobert die Stadt und lässt sie bis auf die Grundmauern niederbrennen, der spanische Kommandant Martín de Goiti wird getötet.

#### Südamerika
- 1. Januar: Die Stadt Cochabamba im heutigen Bolivien wird gegründet.
- 22. November: Der spanische Seefahrer Juan Fernández entdeckt die später nach ihm benannte Inselgruppe im Pazifik. Eine der Inseln ist die heutige Robinson-Crusoe-Insel, auf der im Jahr 1704 Alexander Selkirk ausgesetzt wird. Im November entdeckt Juan Fernández auch die Inseln San Ambrosio und San Félix.

### Wirtschaft

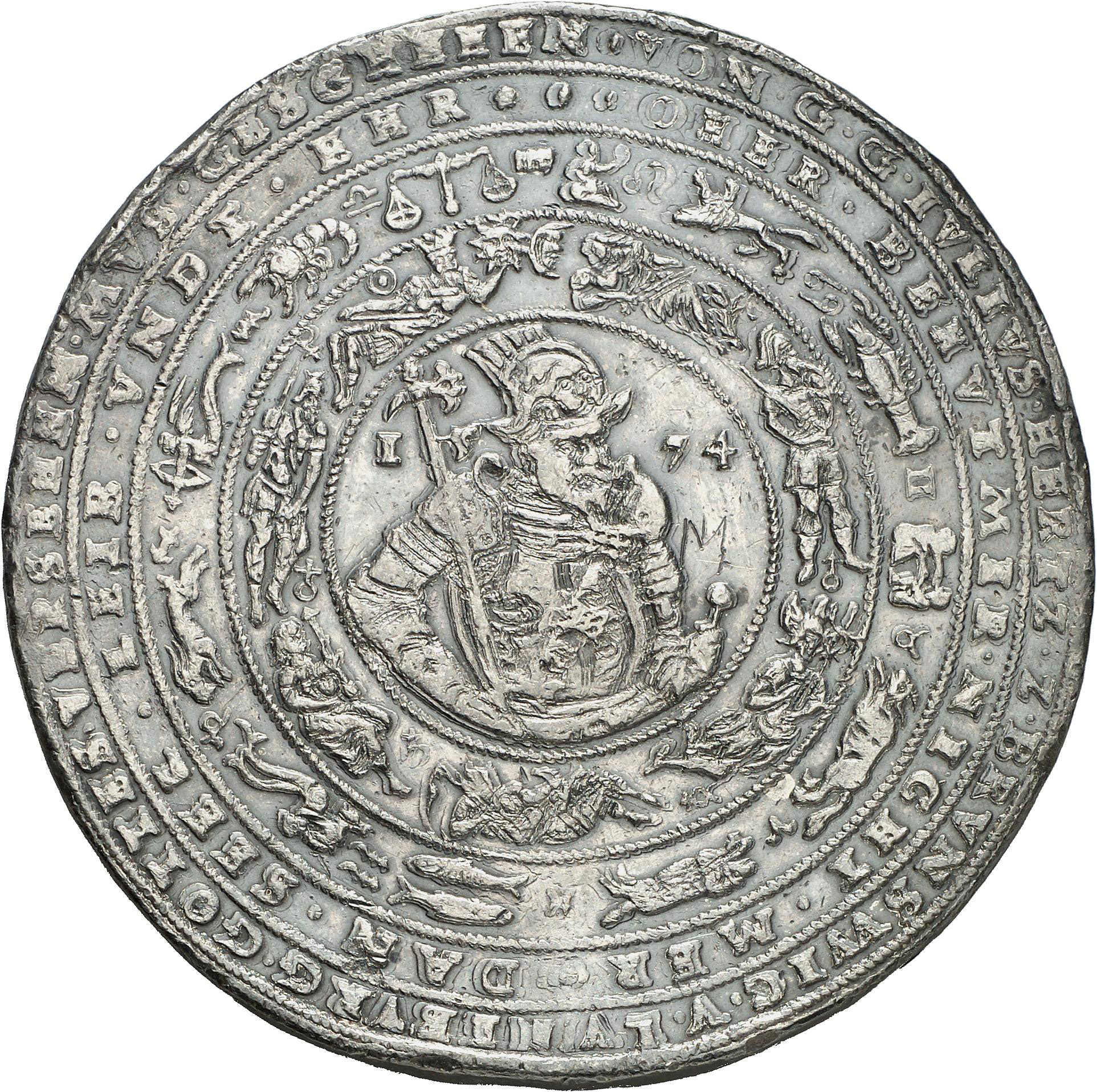
Juliuslöser zu 10 Talern von 1574

Herzog Julius von Braunschweig-Wolfenbüttel lässt erstmals den Juliuslöser schlagen, eine Schaumünze im Gewicht von 2 bis 16 Reichstaler. Der erste Löser, dessen Vorbild der in Norddeutschland und im Ostseeraum als Nachahmung portugiesischer Münzen geprägte Portugalöser ist, hat einen Wert von 10 Reichstalern, besteht aus Silber und wiegt 260,84 g. Der Durchmesser beträgt 73 mm und die Dicke 6 mm. Der Zehnfachtaler wird in der Münzstätte Heinrichstadt in Wolfenbüttel unter dem Münzmeister Heinrich Veeber (Veever) geprägt.
In der Stadt Leyden wird während der Belagerung durch die Spanier alles Metall eingezogen um Waffen herzustellen. Als Ersatz wird Papiergeld ausgegeben, das kurzzeitig als Alternative zu Münzen genutzt wird.
Ab 1574 wird in den Ländern Österreichs die Rechtsformel des Landschadenbundes, der eine raschere Durchsetzung von Forderungen bei Gericht bewirkt und bereits lange vorher, wenn auch nicht immer unter diesem Namen als Rechtsformel bekannt war, als Teil des offiziellen Regelwerks in die Gerichtsordnungen übernommen.

### Kultur

#### Architektur und Bildende Kunst
- 27. November: Die nach Selim II. benannte Selim-Moschee in Edirne wird nach sechs Jahren Bauzeit eröffnet.
- Giacomo della Porta schafft den Neptunbrunnen auf der Piazza Navona in Rom als einfachen Brunnen ohne Figuren.
- Der Bau des Roten Schlosses in Weimar wird begonnen.

### Gesellschaft
- 13. Juli: Kurfürst Johann Georg von Brandenburg richtet in Berlin nach dem Tod des letzten Franziskaner im säkularisierten Grauen Kloster das Berlinische Gymnasium zum Grauen Kloster ein.

### Religion

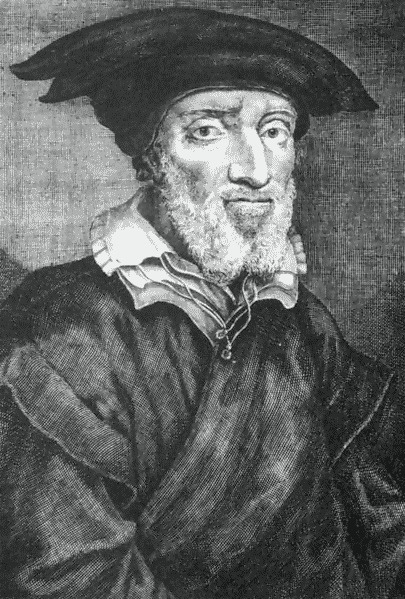
Matthias Flacius, Initiator der Magdeburger Centurien

Der dreizehnte und letzte veröffentlichte Band der Magdeburger Centurien, einer Kirchengeschichte aus Sicht der Reformation, erscheint. Initiator des Werkes ist Matthias Flacius, Hauptbearbeiter ist Johannes Wigand. Die meisten der Arbeiten haben in den Räumlichkeiten der St.-Ulrich-und-Levin-Kirche in Magdeburg stattgefunden. Als Verleger fungiert der Basler Humanist Johannes Oporinus.

## Historische Karten und Ansichten

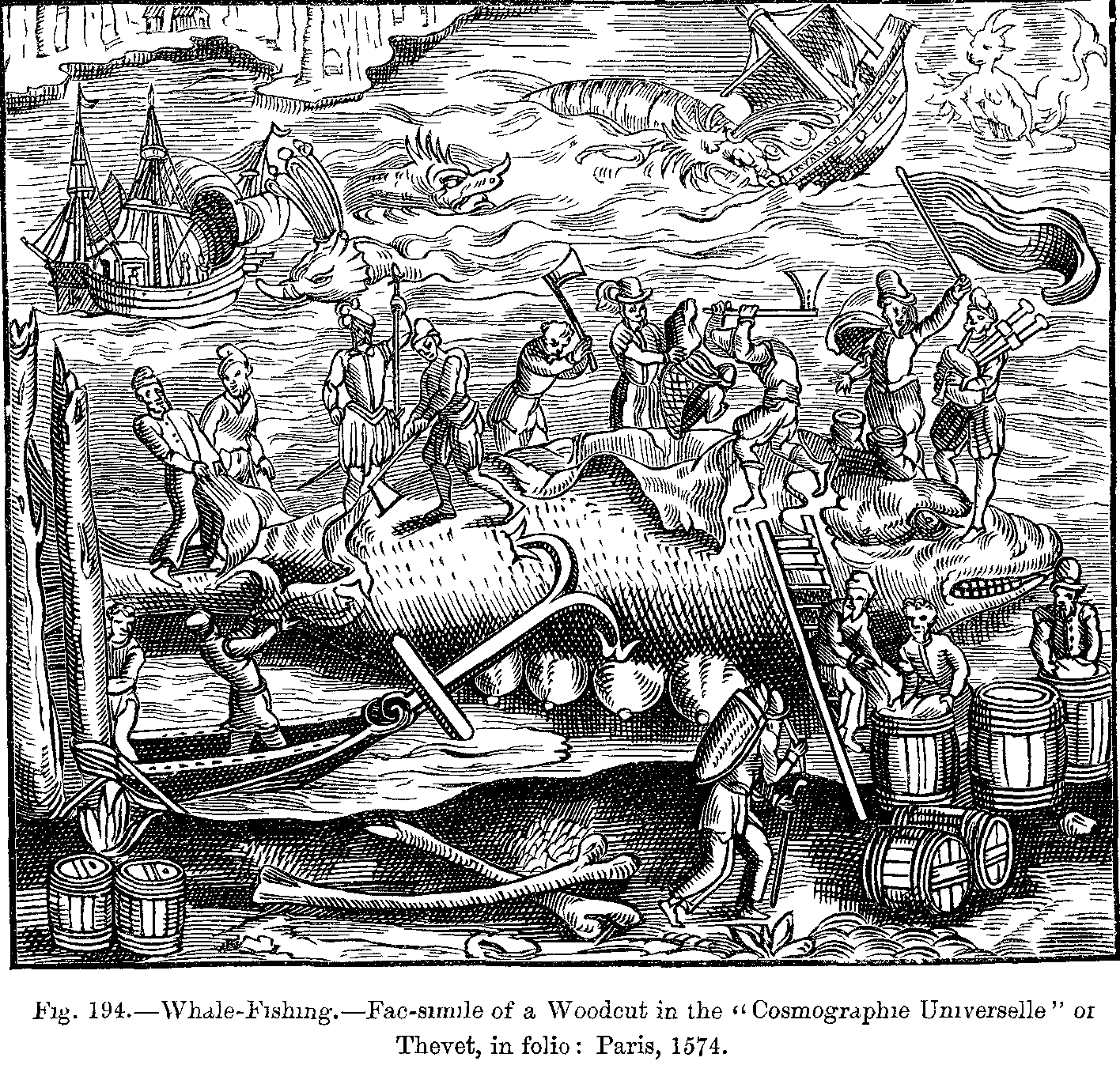
Walfang 1574

## Geboren

### Erstes Halbjahr
- 03. März: Jacob Studer, Schweizer Bibliophiler und Bibliothekar († 1622)
- 04. März: Carl Carlsson Gyllenhielm, schwedischer Politiker, Feldmarschall und Reichsadmiral († 1650)
- 05. März: Friedrich IV. von der Pfalz, Kurfürst der Pfalz und Führer der Protestantischen Union († 1610)
- 05. März: William Oughtred, englischer Mathematiker († 1660)
- 07. März: John Wilbye, englischer Renaissance-Komponist († 1638)
- 09. April: Johann Rudolf Saltzmann, Straßburger Mediziner und Hochschullehrer († 1656)
- 13. April: Otto Brokes, Lübecker Bürgermeister († 1652)
- 13. April: Christoph von Loß der Jüngere, kursächsischer Hofmarschall, Reichspfennigmeister des Ober- und Niedersächsischen Reichskreises († 1620)
- 20. April: Gottlieb Aenetius, deutscher Physiker († 1631)
- 06. Mai: Giovanni Battista Pamphilj, als Innozenz X. Papst († 1655)
- 30. Mai: Giulio Cesare Procaccini, italienischer Maler und Bildhauer († 1625)
- 19. Juni: Anne de Caumont, Herzogin von Fronsac († 1642)
- 24. Juni: Markus Sittikus von Hohenems, Fürsterzbischof von Salzburg († 1619)

### Zweites Halbjahr
- 02. Juli: Dorothea Maria von Anhalt, Herzogin von Sachsen-Weimar († 1617)
- 20. Juli: Wilhelm Kettler, Herzog von Kurland († 1640)
- 24. Juli: Thomas Platter, Schweizer Arzt und Schriftsteller († 1628)
- 28. August: Friedrich IV., Herzog zu Braunschweig und Lüneburg, Fürst von Lüneburg († 1648)
- 12. September: Cornelius Paulinus Swanenburg, niederländischer Rechtswissenschaftler († 1630)
- 29. September: Ludovic Stewart, 2. Duke of Lennox, schottischer Adeliger († 1624)
- 09. Oktober: Elisabeth Renata von Lothringen, Kurfürstin von Bayern († 1635)
- 25. Oktober: François d’Escoubleau de Sourdis, französischer Erzbischof und Kardinal († 1628)
- 05. November: Charlotte de La Marck, regierende Fürstin von Sedan und Herzogin von Bouillon († 1594)
- 10. November: Maria Christina von Österreich, Fürstin von Siebenbürgen († 1621)
- 30. November: Friedrich zu Solms-Rödelheim, kaiserlicher Kämmerer, Kriegsrat und Obrist († 1649)
- 12. Dezember: Anna von Dänemark, Königin von England, Schottland und Irland († 1619)
- 12. Dezember: Adam Wenzel, Herzog von Teschen († 1617)
- 14. Dezember: Holger Rosenkrantz, dänischer Adliger, Theologe, Pädagoge und Mitglied des Reichsrates († 1642)
- 18. Dezember: Maria Anna von Bayern, Erzherzogin von Österreich († 1616)
- 31. Dezember: Franz Ludwig von Erlach, Schultheiss von Bern († 1651)

### Genaues Geburtsdatum unbekannt
- Claudio Achillini, italienischer Philosoph, Theologe, Jurist, Mathematiker, Dichter und Librettist († 1640)
- Feng Menglong, chinesischer Dichter († 1645)

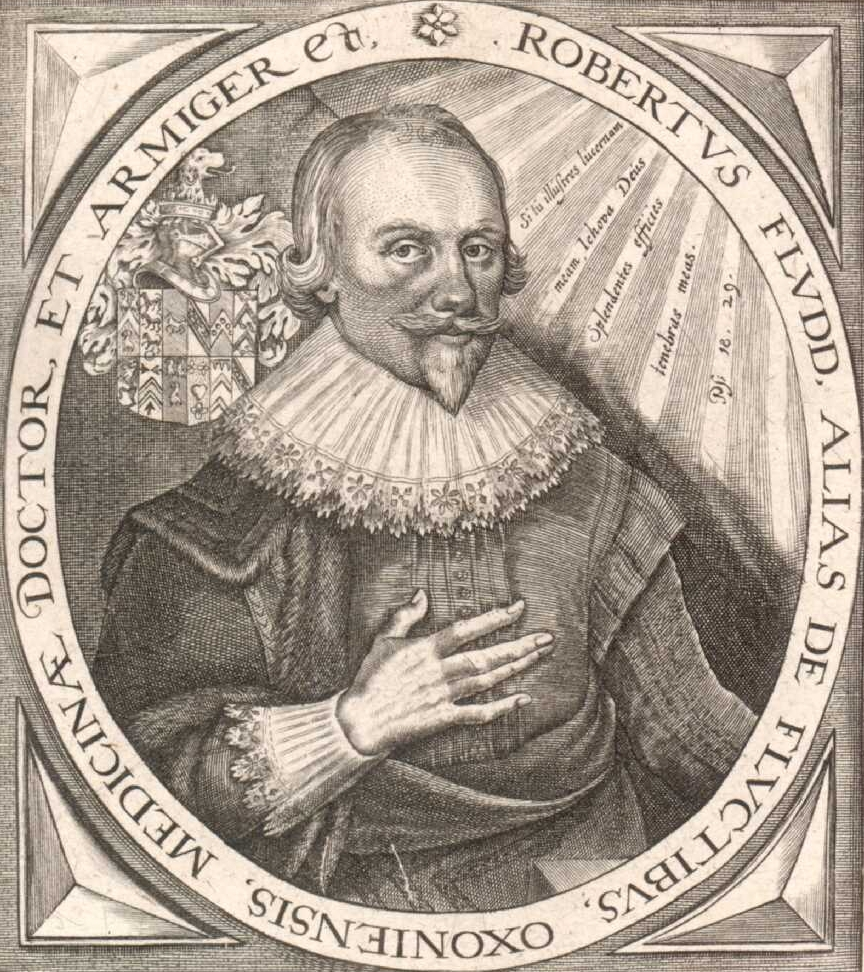
Robert Fludd

- Robert Fludd, englischer Philosoph, Theosoph und Mediziner, einer der geistigen Väter der Freimaurerei († 1637)
- Veit Holzlechner, Seidensticker und Bürgermeister von Wittenberg († 1642)
- Wilhelm Kinsky von Wchinitz und Tettau, böhmischer Staatsmann und Diplomat († 1634)
- Samuel de Champlain, französischer Forschungsreisender und Kolonisator († 1635)
- Simon Reiffenstuel, bayerischer Hofbaumeister und Erbauer der Soleleitung von Bad Reichenhall nach Traunstein († 1620)

## Gestorben

### Erstes Halbjahr
- 16. Januar: Joachim Westphal, lutherischer Theologe (* 1510 oder 1511)
- 21. Januar: Abu Muhammad Abdallah al-Ghalib ibn Muhammad, zweiter Sultan der Saadier in Marokko (* 1517)
- 30. Januar: Damião de Góis, portugiesischer Diplomat und Historiker (* 1502)
- 30. Januar: George Hay, 7. Earl of Erroll, schottischer Adliger und Politiker (* vor 1513)
- 18. Februar: Johann Isenmann, deutscher lutherischer Theologe und Reformator (* um 1495)
- 04. März: Anna II. von Stolberg, 28. Äbtissin des Reichsstiftes von Quedlinburg (* 1504)
- 05. März: Helena von Österreich, österreichische Erzherzogin, Mitbegründerin und Nonne des Damenstifts in Hall in Tirol (* 1543)
- 07. März: Johannes Kessler, Schweizer reformierter Theologe, Reformator und Chronist (* um 1502)
- 22. März: Benedictus Aretius, schweizerischer Theologe, Botaniker, Pädagoge, Geograph und Reformator (* um 1522)
- 27. März: Takeda Nobutora, japanischer Feudalherr (* 1494)
- 05. April: Johann VIII. von Hoya, Fürstbischof von Osnabrück, Münster und Paderborn (* 1529)
- 05. April: Catalina Thomás, Inselheilige Mallorcas (* 1531)
- 06. April: Georg Aff, Bürgermeister der Stadt Heilbronn
- 14. April: Heinrich von Nassau-Dillenburg, Bruder von Wilhelm I. von Oranien (* 1550)
- 14. April: Ludwig von Nassau-Dillenburg, niederländischer Feldherr, Bruder von Wilhelm I. von Oranien (* 1538)

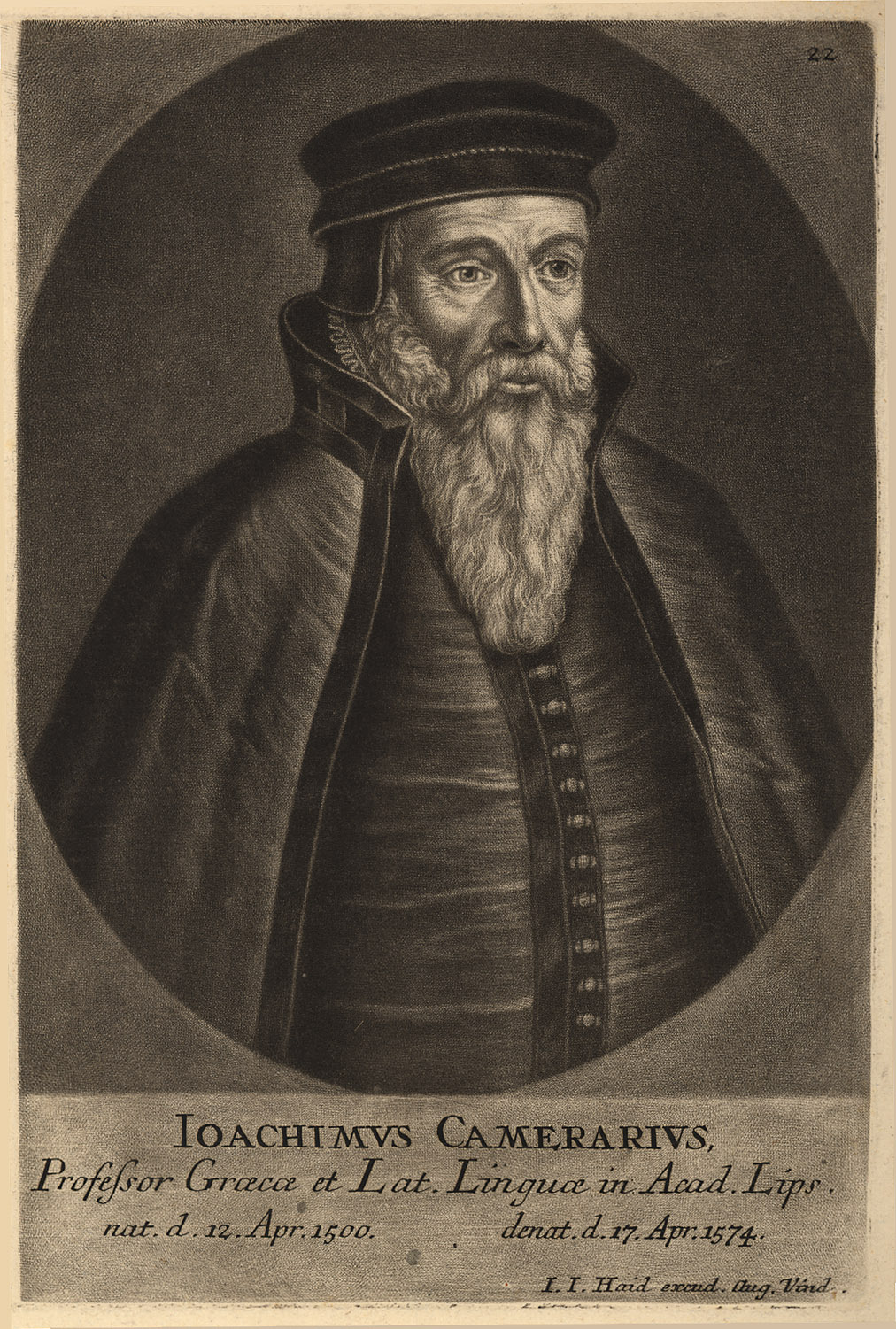
Joachim Camerarius

- 17. April: Joachim Camerarius der Ältere, deutscher Humanist, Universalgelehrter und Dichter (* 1500)
- 21. April: Cosimo I. de’ Medici, Herzog der Toskana (* 1519)
- 16. Mai: Katharina von Braunschweig-Wolfenbüttel, Markgräfin von Brandenburg-Küstrin (* 1518)
- 18. Mai: Albert Hardenberg, deutscher Theologe und Prediger der Reformationszeit (* 1510)
- 27. Mai: Gabriel de Lorges, Graf Montgomery (* um 1530)

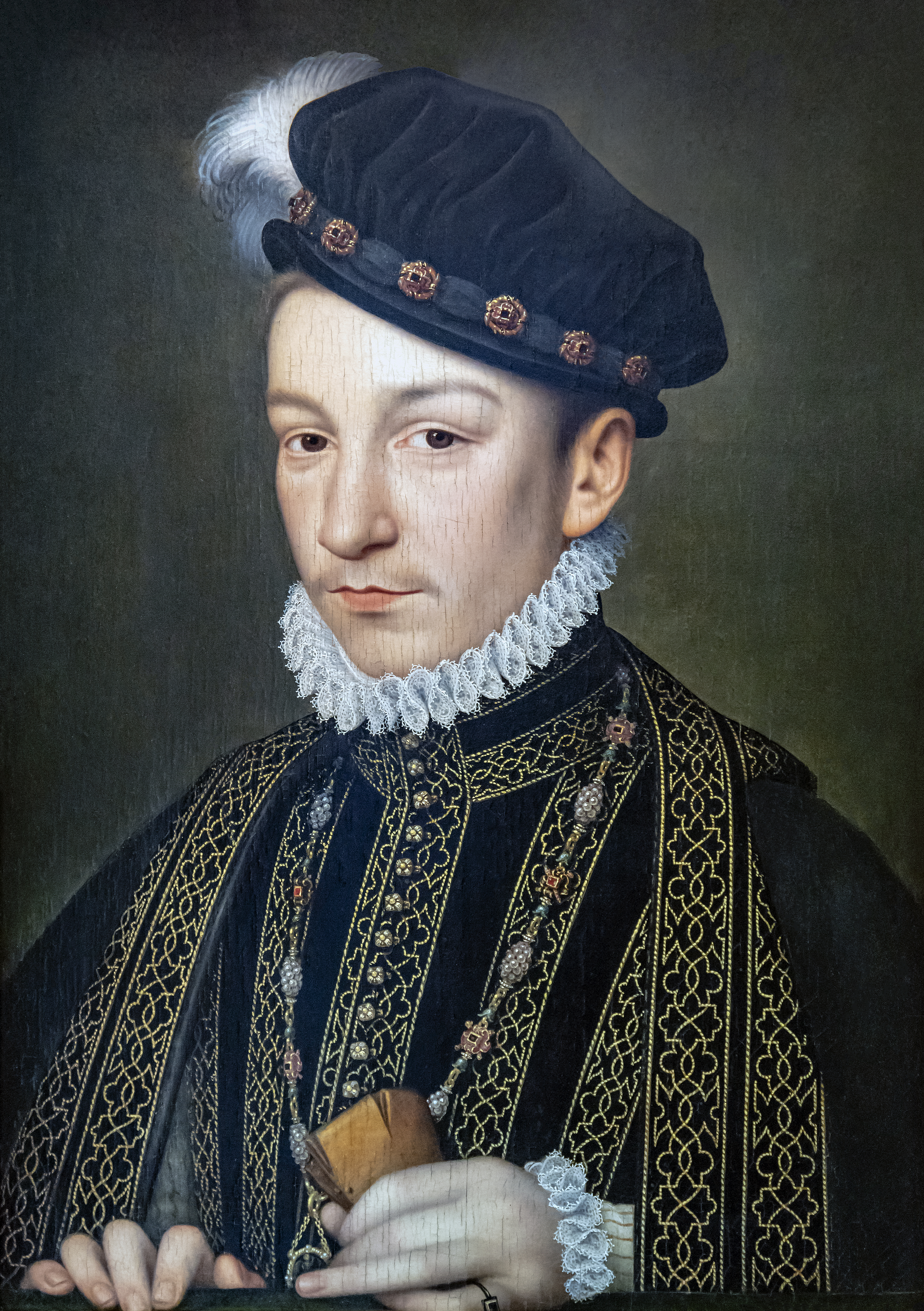
Karl IX. von Frankreich

- 30. Mai: Karl IX., König von Frankreich (* 1550)
- 12. Juni: Renée de France, Herzogin von Ferrara, Modena und Reggio (* 1510)
- 16. Juni: Caspar Pfreund, Apotheker und Bürgermeister von Wittenberg (* 1517)
- 27. Juni: Giorgio Vasari, Hofkünstler und Biograph (* 1511)

### Zweites Halbjahr
- 07. Juli: Johann Neefe, Leibarzt der Kurfürsten Moritz und August von Sachsen (* 1499)
- 20. August: Sebastian Ochsenkun, deutscher Lautenist und Komponist (* 1521)
- 27. August: Bartolomeo Eustachi, römischer Arzt und Anatom (* 1500/1513)
- 27. August: Hermann Georg von Limburg-Styrum, Graf von Limburg und Bronckhorst, Herr zu Styrum (* 1540)
- 01. September: Amar Das, Guru der Sikhs (* 1479)
- 01. September: Ludwig zu Stolberg, deutscher Regent (* 1505)
- 15. September: Marguerite de Valois-Angoulême, Herzogin von Berry und Herzogin von Savoyen (* 1523)
- 17. September: Pedro Menéndez de Avilés, spanischer Admiral, Entdecker und Kolonialbeamter (* 1519)
- 26. September: Elisabeth von Anhalt, Gräfin von Barby (* 1545)
- 28. September: Guidobaldo II. della Rovere, Herzog von Urbino (* 1514)
- 01. Oktober: Maarten van Heemskerck, niederländischer Maler (* 1498)
- 04. Oktober: Sebastian Theodoricus, deutscher Mathematiker und Mediziner (* um 1520)
- 04. Oktober: Johann Winter von Andernach, deutscher Humanist und Mediziner (* 1505)
- 05. Oktober: Felix Lindtmayer der Jüngere, Schweizer Glasmaler (* um 1524)
- 31. Oktober: Ulrich Sitzinger, deutscher Jurist, Politiker und Reformator (* 1525)
- 03. November: Georg von Venediger, deutscher lutherischer Theologe und Reformator
- 12. November: Francesco Stancaro, italienischer Humanist, Mediziner, Hebraist, unitarischer Theologe und Reformator (* um 1501)
- 15. November: Tobias Egli, Schweizer Pfarrer (* 1534)
- 23. November: Johann IV., Graf von Nassau-Saarbrücken (* 1511)
- 27. November: Friedrich Knebel, Lübecker Ratsherr und Admiral
- 28. November: Georg Major, deutscher lutherischer Theologe (* 1502)
- 30. November: Philipp IV., Graf von Waldeck-Wildungen (* 1493)
- 02. Dezember: Henri-Robert de La Marck, Herzog von Bouillon und Fürst von Sedan (* 1539)
- 04. Dezember: Georg Joachim Rheticus, deutscher Mathematiker, Astronom, Kartograph, Theologe und Mediziner (* 1514)

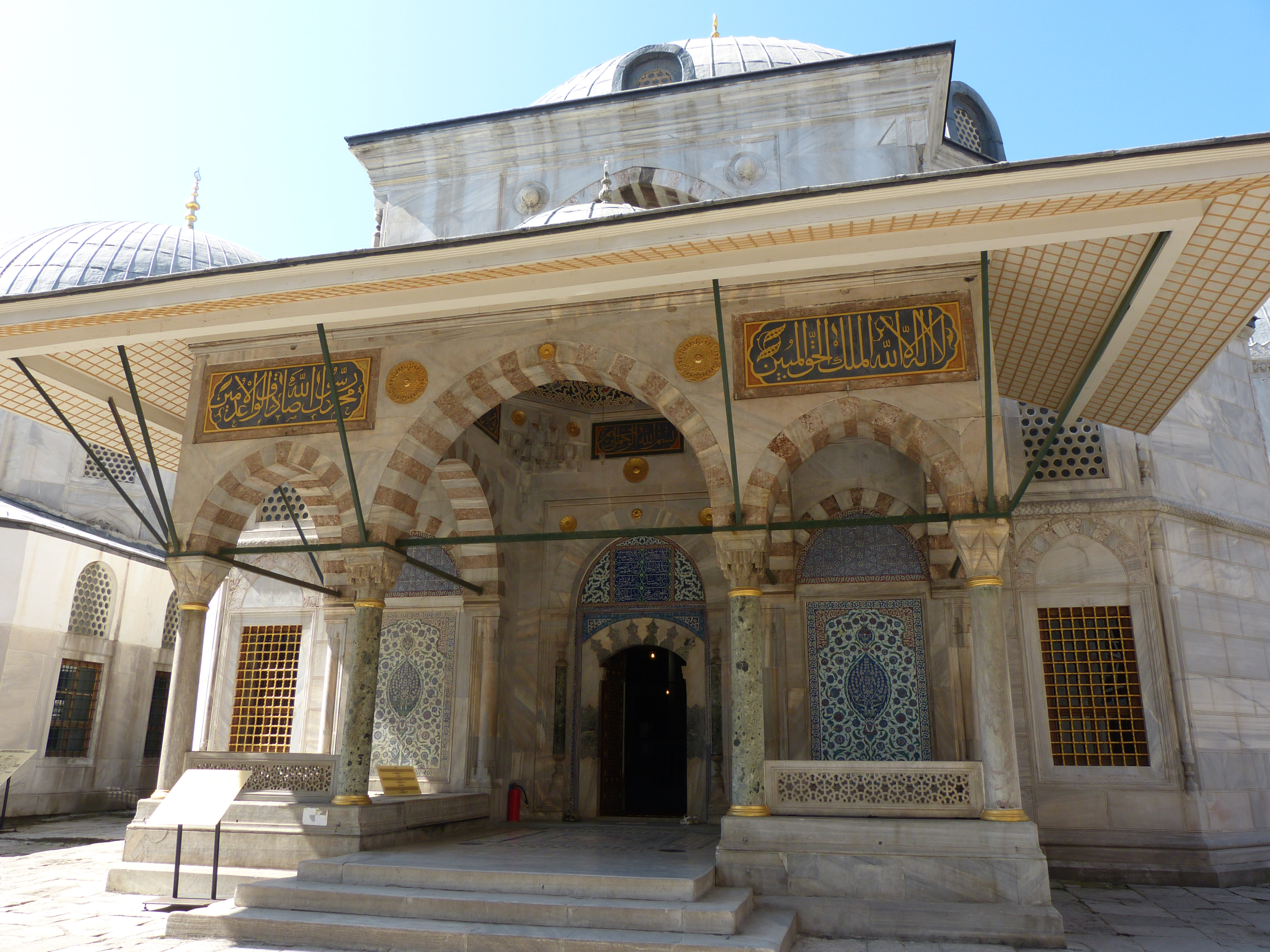
Grablege von Sultan Selim II.

- 13. Dezember: Selim II., Sultan des Osmanischen Reiches (* 1524)
- 26. Dezember: Charles de Lorraine-Guise, französischer Kardinal und Diplomat (* 1524)
- 31. Dezember: Lütke Namens, dänischer Franziskaner und Theologe (* 1497)